# Ндабанинги Ситхоле
Ндабанинги Ситхоле (енгл. Ndabaningi Sithole; Њамандлову, 21. јул 1920 — Филаделфија, 12. децембар 2000) био је зимбабвеански политичар и државник, оснивач Афричког националног савеза Зимбабвеа (ЗАНУ), милитантне, афричке националистичке организације која се супротстављала влади Родезије, основане у јулу 1963. године. Био је активан и истакнути учесник народноослободилачке антиколонијалне борбе. Био је прогоњен под режимом белачке мањине. Крајем 1970-их залагао се за политички компромис са Родезијским фронтом. Радио је као свештеник Уједињене цркве Христа у Зимбабвеу. Провео је 10 година у затвору након што је влада забранила ЗАНУ. Расцеп по племенским линијама поделио је ЗАНУ 1975. године, а Ситхоле је изгубио изборе 1980. од Роберта Мугабеа након чега води малу партију Афрички национални савез Зимбабвеа – Ндонга. У независном Зимбабвеу био је у опозицији режиму Роберта Мугабеа и осуђен на политичком процесу. Преминуо је у егзилу у Сједињеним Америчким Државама.

## Биографија

### Детињство и младост
Ситхоле је рођен у Њамандлову, Јужна Родезија, 21. јула 1920. године. Ситхолов отац Јим Ситхоле био је из народа Ндау, а мајка Сијапи Тшума из народа Ндебеле. Родитељи су му били привржени традиционалним афричким веровањима. Године 1930. породица се преселила у Шабани, а од 1932. је почео да похађа школу коју су основали британски методисти. По захтеву оца, напустио је школу и радио као слуга код белих насељеника.
1935. године прекида везе са оцем, бежи од куће и уписује се у школу при протестантској мисији Дадаја, коју је основао Гарфилд Тод, будући премијер Јужне Родезије. Показао је велику посвећеност учењу за што је награђиван за успехе и добијао специјалне стипендије. Овде је остао до 1939. године, где је завршио Стандард VI степен образовања. Уз Бејт стипендију, омогућена је двогодишња обука за учитеље. Прешао је на хришћанство методистичког типа и од 1948. године бавио се проучавањем Библије. Када се вратио у Дадају, предавао је на степену Стандард V образовања и користио слободно време за рад на свом Сертификату о изузећу од матуре. Дописно је од Универзитета Јужне Африке стекао диплому основних студија.
Крајем 1950. године почела је његово активније деловање у оквиру Уједињене методистичке цркве. Професионални пут га је 1953. године довео до Мт Селинда, америчке методистичке мисије у којој је био члан њеног наставног кадра. По препоруци америчких мисионара 1955. године стиже у Сједињене Америчке Државе. У Масачусетсу је студирао педагогију од 1955. до 1958. године и рукоположен је за методистичког свештеника 1958. Током студија у Сједињеним Америчким Државама, похађао је Њутнов богословски факултет у Андоверу и ишао у Прву цркву у Њутну која је основана 1665. године. Током боравка у Америци радио је на својој књизи под називом Афрички национализам која је неколико пута објављена укључујући 1961. године у Кејптауну за Шитампарију Оксфордског универзитета. Објављивање књиге и њена тренутна забрана у Родезији од стране мањинске владе мотивисали су га да уђе у политику. У августу 1959. године, Афричка асоцијација учитеља позвала га је на годишњу скупштину у Форт Викторију, пошто му је објављивање књиге већ донело одређену популарност и препознатљивост. Током скупа одржани су и избори на којима је постао председник ове професионалне асоцијације.

### Политичка каријера
Политичка каријера Ндабанингија Ситолеа почела је његовим улазком у Националну демократску партију (НДП) Џошуе Нкома, где је постао трезорски секретар. Ситоле је брзо стекао утицај и помогао у стварању Зимбабвеанске афричке народне уније (ЗАПУ) након забране НДП. Унутар ЗАПУ-а настала је подела на умерену фракцију су предводили Нкомо и Чикера, и радикалну фракцију коју су предводили Ситоле и Мугабе, што је одражавало различите приступе методама антиколонијалне борбе. Када је и ЗАПУ забрањена, емигрирао је у Танганику и радио као уредник радија за програм намењен Родезији. Вратио се 1963. године.
Те године, Ситоле је са адвокатом Хербертом Читепоом основао Афрички национални савез Зимбабвеа (ЗАНУ). На партијском конгресу у Гвелоу (данас Гверу) Ситоле је изабран за председника, а Роберт Мугабе за генералног секретара. Након забране ЗАНУ и његовог хапшења, овластио је Читепа да води борбу из егзила и именовао га за свог представника. Он сам је оптужен да је планирао атентат на Смита. Док је боравио у затвору радио је на роману Полигамист објављеном 1972. године у Њујорку. Ослобођен је 1974. године заједно са Мугабеом али тек након што је писмено одустао од даљњег коришћења терористичких метода борбе.
По изласку из затвора, Ситоле је учествовао у уставним преговорима у Лусаки. У марту 1975. године поново је ухапшен, али је ускоро ослобођен на захтев премијера Јужне Африке Балтазара Форстера. 18. марта 1975. године, Читепо је постао жртва атентата у главном граду Замбије, Лусаке. Мугабе, који је у то време био у Мозамбику, одмах је преузео вођство у ЗАНУ. То је довело до борбе за власт између њега и Ситолеа, а потом је уследила подела ЗАНУ по племенским линијама на ЗАНУ-Ндонга под Ситолеом и ЗАНУ под Мугабеом. Док је Ситоле тражио пут преговора, Мугабе се посветио герилској борби. Ситолеова позиција је еволуирала у умереном правцу, што је делимично било резултат његовог антикоммунистичког становишта у контексту оријентације Мугабеа и Нкома према Совјетском Савезу и Кини. Ситоле је у томе периоду почео да се залаже за компромис са владом Јана Смита на антикоммунистичкој основи.
1979. године Ситоле је узео учешћа у влади епископа Абела Музореве, привременој влади после неуспеле Родезијске конференције 1976. године и припрема за Ланкастер-Хаус преговоре. Та фракција била је осуђена као издајничка од стране герилских ослободилачких покрета због прихваћања такозваног унутрашњег решења родезијске кризе кроз компромис са белачким режимом. Међутим, слободне изборе предвиђене тим споразумом уверљиво је и делом неочекивано освојио Мугабе. Ситолеова партија је освојила само 12 мандата у новом парламенту од 100 места у којему је 79 посланичких места било резервисано за црначку већину. Ситоле је позвао на бојкот парламента и владе тврдећи да је дошло до фалсификовања изборних резултата али је након насилних сукоба одустао од те стратегије.
Ситоле је упао у проблеме и 1983. године емигрирао у Силвер Спринг у Мериленду у Сједињеним Америчким Државама. Тврдио је да му прети опасност по живот, а по доласку у САД сарађивао је са неоконзервативним аналитичким центром Heritage Foundation. У јануару 1985. године, оптужен је за покушај организовања државног удара. Након девет година егзила, вратио се у Зимбабве и тамошњи политички живот. 1995. године постао је народни посланик у изабран од стране свога племена у Чипингеу на југозападу земље. 1996. кандодовао се и на председничким изборима. У децембру 1997. оптужен је за учешће у завери за убиство Мугабеа, што му је онемогућило да обавља мандат. Ипак, Ситолеова мала опозиција поново је освојила мандат у Чипингеу 2000. године. Преминуо је 12. децембра 2000. године у Филаделфији у САД-у.